# Prince Dōjo
Le prince Dōjo (道助入道親王, Dōjo-nyūdōshinnō) (7 novembre 1196 - 28 février 1249), est un prince de la famille impériale japonaise du début de l'époque de Kamakura. Son père est l'empereur Go-Toba et sa mère la fille de Hōmon Kiyonobu. Ses frères sont l'empereur Tsuchimikado (de la même mère), le prince Masanari et l'empereur Juntoku.  
En 1199, il est proclamé prince impérial à l'âge de trois ans. En 1201, il entre au temple bouddhiste de Ninna-ji, se fait moine bouddhiste Nyūdōshinnō (入道親王) en 1206 et accepte les principes du Vinaya. Son nom avant sa conversion religieuse est prince Nagahito (長仁親王, Nagahito-shinnō). En 1212 il devient acariya (maître bouddhiste) et en 1214, succède à son tuteur comme huitième monzeki du temple Ninna-ji. Il est chapelain de son père quand il est exilé et arrêté après la guerre de Jōkyū. En 1239, il se retire au mont Kōya où il meurt dix ans plus tard.
En tant que poète waka, il participe à plusieurs utaawase (concours de waka) en 1220, 1225 et 1248 et organise lui-même d'autres compétitions. Quelques-uns de ses poèmes sont inclus dans l'anthologie impériale Shinchokusen Wakashū et trente-huit d'entre eux sont inclus dans d'autres anthologies. Il est considéré comme l'un des trente-six nouveaux poètes immortels.